# Vensys Energy

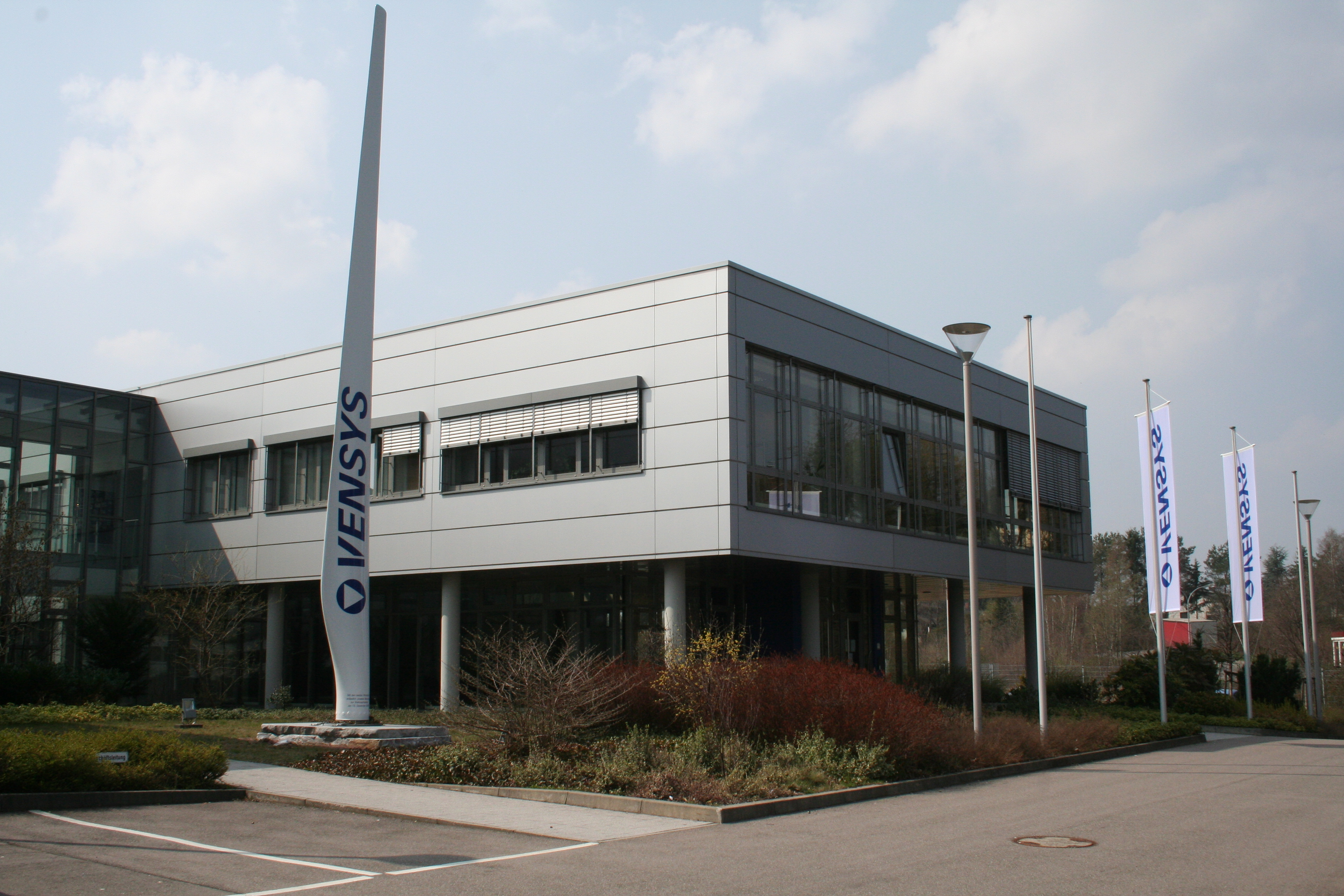
Hauptsitz in Neunkirchen (Saar)

Die Vensys Energy AG (Eigenschreibweise VENSYS) ist ein Unternehmen der Windenergiebranche. Das Hauptgeschäftsfeld ist die Entwicklung und Konstruktion von getriebelosen Windenergieanlagen. Vensys ist Lizenzgeber für mehrere nicht-europäische Hersteller von Windenergieanlagen, daneben fertigt Vensys am Stammsitz in Neunkirchen (Saar) in kleinem Umfang selbst Anlagen. Zur Vensys Gruppe gehören u. a. die Firma Vensys Elektrotechnik GmbH in Diepholz, welche die Elektrokomponenten herstellt, und die Firma NEVEN Windenergie GmbH in Trier, welche in der Projektentwicklung tätig ist. Die chinesische Goldwind Windenergy GmbH mit Sitz in Hamburg ist seit 2008 mit einem 70 %-Anteil größter Einzelaktionär des Unternehmens.

## Geschichte
Das Unternehmen Vensys entstand ursprünglich aus der 1990 gegründeten Forschungsgruppe Windenergie (FGW) unter der Leitung von Friedrich Klinger an der Hochschule für Technik und Wirtschaft des Saarlandes. Nach erfolgreicher Forschungsarbeit ging 1997 der erste Prototyp „Genesys“ mit 600 kW in Betrieb. Durch Mitglieder der Forschungsgruppe wurde die Vensys Energiesysteme GmbH & Co. KG im Jahr 2000 als Spin-off der Hochschule für Technik und Wirtschaft gegründet. Das daraus entstandene Ingenieurbüro konzentrierte sich auf die Weiterentwicklung der getriebelosen Technik. Im Jahr 2003 wurde der erste Prototyp der Vensys 62 mit 1,2 MW errichtet. Im selben Jahr begann die Lizenzpartnerschaft mit dem chinesischen Windenergieanlagenhersteller Goldwind. Dadurch war Goldwind das erste Unternehmen, welches berechtigt war, Vensys-Windenergieanlagen in Lizenz zu fertigen und zu vertreiben. Im darauffolgenden Jahr wurde die 1,5-MW-Anlage mit erweitertem Rotordurchmesser entwickelt. Im Jahr 2007 firmierte die Vensys Energiesysteme GmbH & Co. KG in die nicht börsennotierte Vensys Energy AG um. Im gleichen Jahr wurden Lizenzen an ReGen Powertech (Indien) und IMPSA Wind (Brasilien) vergeben. Als neuer Mitgesellschafter stieg 2008 die Goldwind GmbH ein, wodurch das weitere Firmenwachstum und der Aufbau einer eigenen Produktionsstätte in Neunkirchen (Saar) möglich wurden. Im Jahr 2010 wurde die erste Vensys 100 mit 2,5 MW Leistung in Betrieb genommen. Als letzter Lizenznehmer stieg 2012 A.O.I. (Ägypten) ein.

## Technologie
Vensys-Windenergieanlagen weisen gegenüber den meisten anderen Windenergieanlagenherstellern einige besondere technische Merkmale auf, welche für alle Vensys-Anlagentypen gelten. Charakteristisch ist das getriebelose Anlagenkonzept, welches von Beginn an verfolgt wurde. Die Drehzahl des Rotors entspricht dabei der Drehzahl des Generators, sodass auf ein potentiell störanfälliges und wartungsintensives Getriebe verzichtet werden kann. Stattdessen wird ein permanenterregter Synchrongenerator verwendet, wodurch im Vergleich zu fremderregten Generatoren keine Erregerleistung benötigt und gleichzeitig an Turmkopfmasse gespart wird. Der Generator ist als Außenläufer ausgeführt, was den Vorteil aufweist, dass keine Erregerleistung mit einem Schleifring übertragen werden muss. Das Kühlsystem wird durch eine Luftkühlung realisiert, welche als einfach und robust gilt. Das Blattverstellsystem mit Zahnriemenantrieb ist eine weitere Besonderheit der Vensys-Windenergieanlagen. Diese Form des Blattverstellsystems ist schmierungsfrei und wartungsarm. Vensys setzt ein Vollumrichtersystem ein, wodurch sich der Hersteller Vorteile bei der Erfüllung der technischen Anforderungen an die Netzeigenschaften verspricht. Fünf Prozent der Windräder weltweit basieren auf der Vensys-Technologie (Stand September 2016).

## Anlagentypen
Die hier präsentierten Anlagetypen sind als Beispiele gedacht. Das tatsächliche Angebot kann hinsichtlich der technischen Abstufungen (wie Nabenhöhe und Rotorgröße) von der folgenden Auflistung abweichen und ist online auf der Webseite des Herstellers verfügbar.

### 1,5-MW-Plattform
| Typ                         | Vensys 62                                     | Vensys 70                                     | Vensys 82                                     |
| --------------------------- | --------------------------------------------- | --------------------------------------------- | --------------------------------------------- |
| Nennleistung (kW)           | 1.500                                         | 2.100                                         | 1.500                                         |
| Rotordurchmesser (m)        | 62                                            | 71                                            | 82,3                                          |
| überstrichene Fläche (m²)   | 3.019                                         | 3.959                                         | 5.320                                         |
| Fläche pro Leistung (m²/MW) | 2.013                                         | 1.885                                         | 3.547                                         |
| Nenndrehzahl pro Minute     | 20                                            | 19                                            | 17,3                                          |
| Generator                   | Synchrongenerator mit Permanentmagneterregung | Synchrongenerator mit Permanentmagneterregung | Synchrongenerator mit Permanentmagneterregung |
| Nabenhöhe (m)               | 49                                            | 57,4 / 64,4 / 84,4                            | 58 / 85 / 100                                 |
| Gesamthöhe, aufgerundet (m) | 80                                            | 93 / 100 / 120                                | 100 / 126 / 141                               |

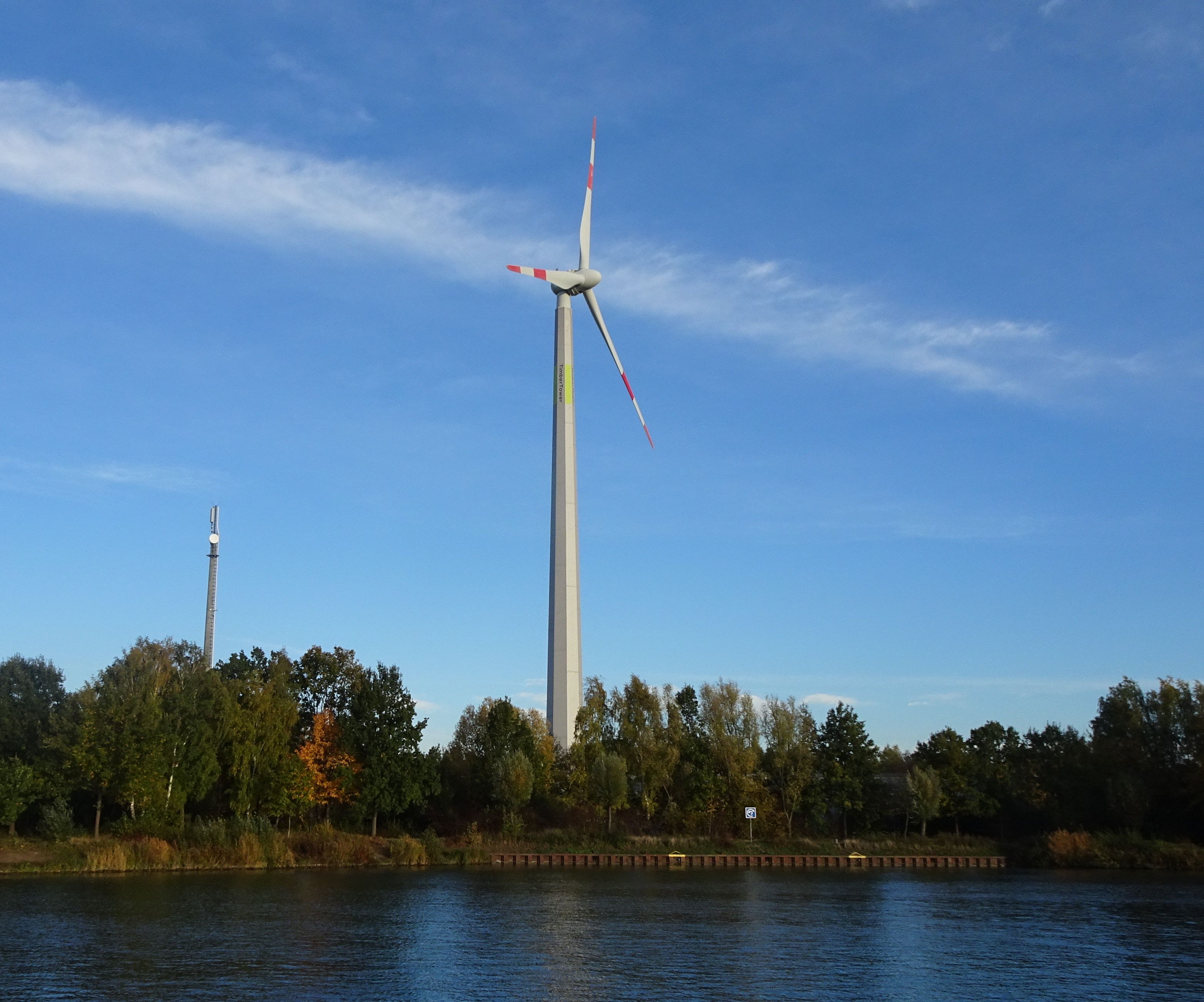
Vensys 77 in Hannover

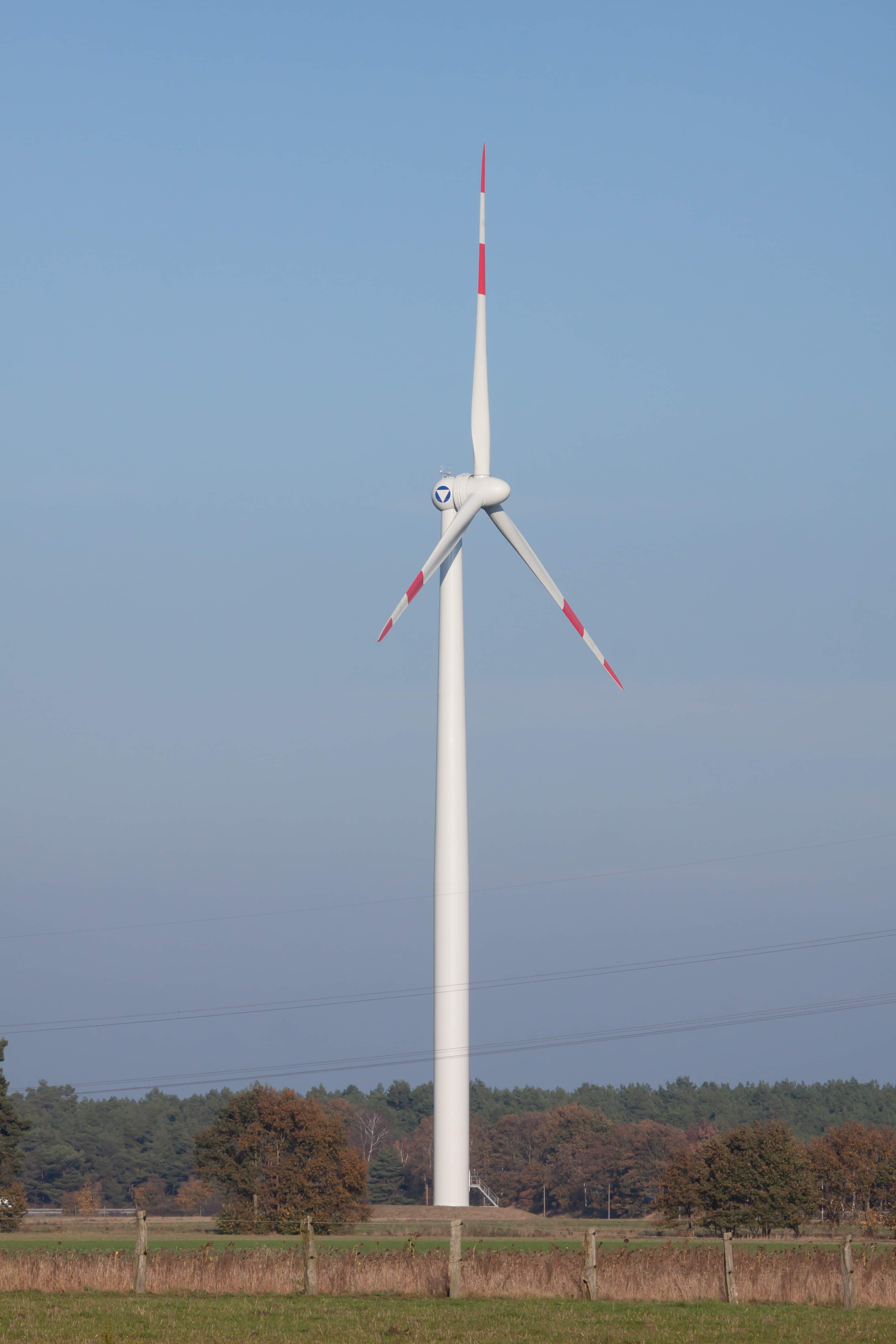
Vensys 82 in Meitze

Die 1,5-MW-Anlage ist nach Unternehmensangaben die meist gebaute getriebelose Windenergieanlage ihrer Klasse. Seit dem Jahr 2003 wurden 11.717 Anlagen gebaut (Stand Januar 2022). Angeboten wird die 1,5-MW-Anlage mit einem Rotordurchmesser von 62 bis 82 Meter und einer Nabenhöhe von 49 bis 100 Meter je nach Anlagentyp.
2012 wurde mit der Windkraftanlage Hannover-Marienwerder eine derartige Anlage mit einem Rotordurchmesser von 77 m auf einem 100 m hohen Holzturm errichtet. Dabei handelt es sich um die erste Windenergieanlage, bei der für den Turm das Baumaterial Holz zum Einsatz kam.

### 2,5-MW-Plattform
| Typ                         | Vensys 100                                    | Vensys 121                                    |
| --------------------------- | --------------------------------------------- | --------------------------------------------- |
| Nennleistung (kW)           | 2.500                                         | 2.500                                         |
| Rotordurchmesser (m)        | 99,8                                          | 121,5                                         |
| überstrichene Fläche (m²)   | 7.823                                         | 11.594                                        |
| Fläche pro Leistung (m²/MW) | 3.129                                         | 4.638                                         |
| Nenndrehzahl pro Minute     | 14,5                                          | 13,5                                          |
| Generator                   | Synchrongenerator mit Permanentmagneterregung | Synchrongenerator mit Permanentmagneterregung |
| Nabenhöhe (m)               | 75 / 100                                      | 90                                            |
| Gesamthöhe, aufgerundet (m) | 125 / 150                                     | 151                                           |

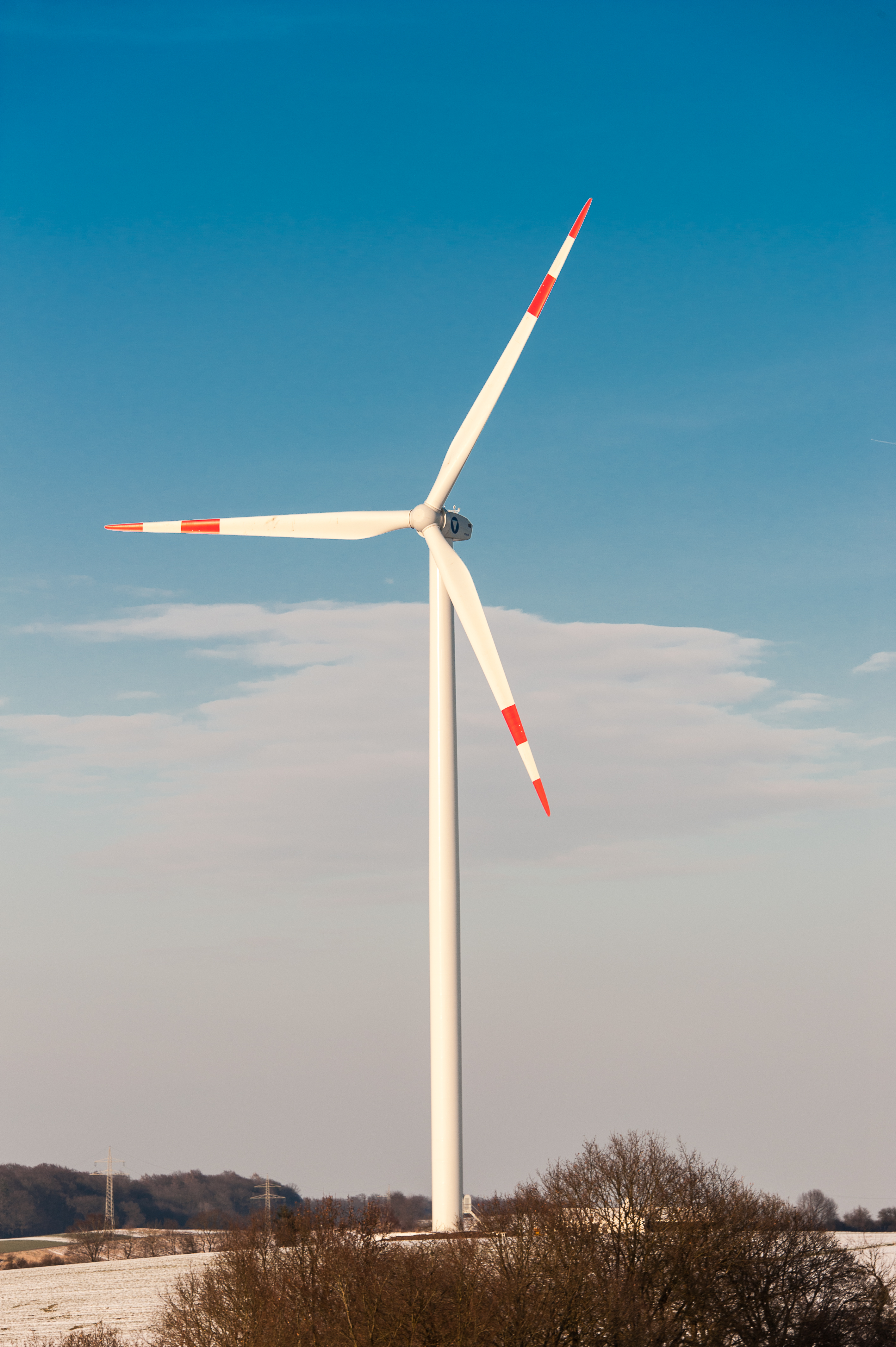
Vensys 100 in Tholey

Die erste 2,5-MW-Anlage wurde 2010 aufgestellt, und bis März 2017 wurden 2.095 Anlagen dieses Typs in Betrieb genommen. Der Rotordurchmesser wird in 100 bis 121 Meter angeboten und die Nabenhöhe kann je nach Typ zwischen 90 und 140 Meter variieren. Ein Hauptunterschied zu der 1,5-MW-Plattform ist die aktive Kühlung des Generators durch ein geschlossenes Luftkühlsystem. Bei der 1,5-MW-Plattform erfolgt die Kühlung passiv durch die Außenluft. Die Produktion der 2,5-MW-Plattform soll bald eingestellt werden.

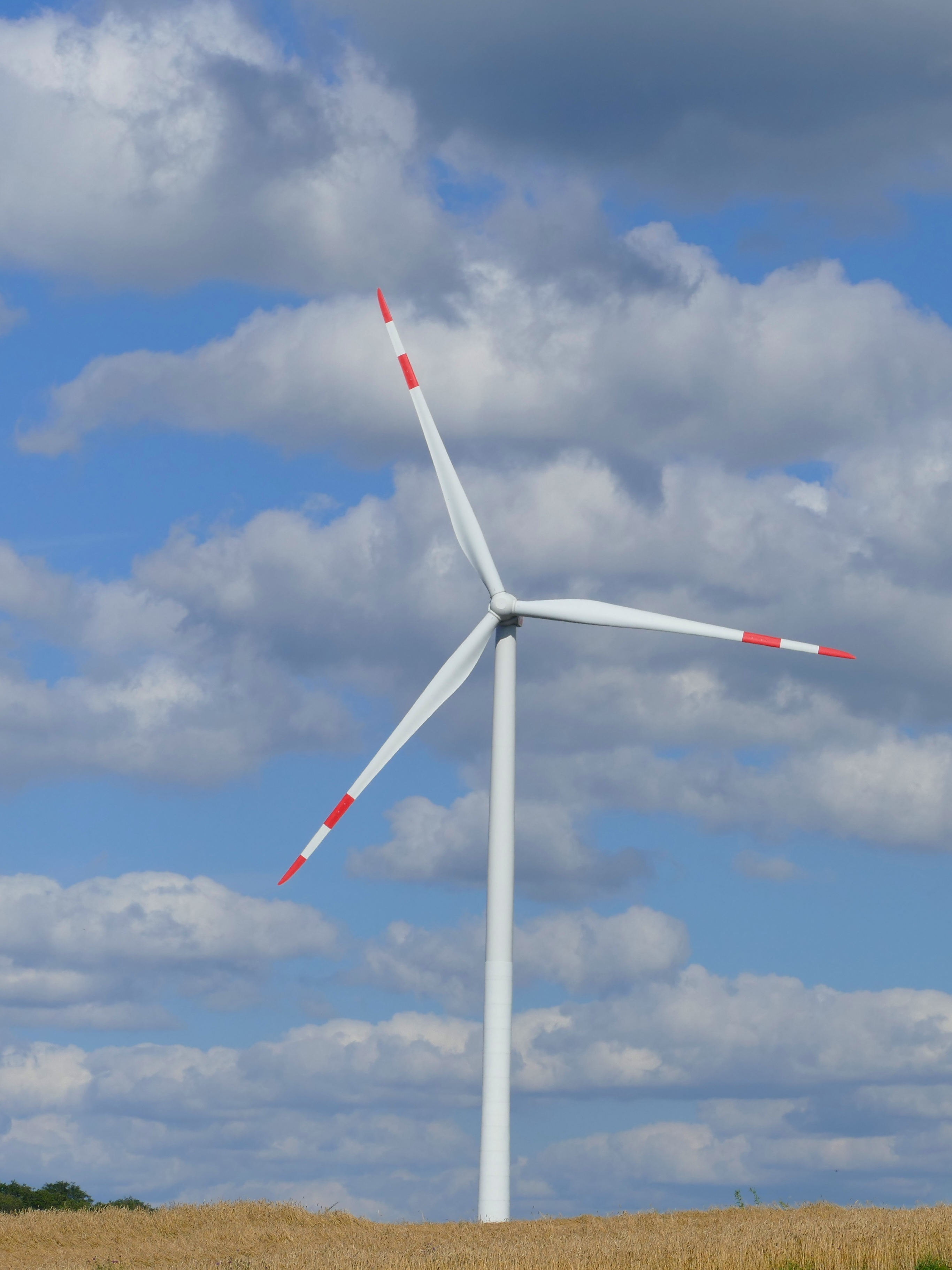
Vensys 112 in Schiffweiler

### 3-MW-Plattform
| Typ                         | Vensys 115                                    | Vensys 126                                    | Vensys 136                                    |
| --------------------------- | --------------------------------------------- | --------------------------------------------- | --------------------------------------------- |
| Nennleistung (kW)           | 4.100                                         | 3.800                                         | 3.500                                         |
| Rotordurchmesser (m)        | 115                                           | 126,2                                         | 136,6                                         |
| überstrichene Fläche (m²)   | 10.378                                        | 12.509                                        | 14.655                                        |
| Fläche pro Leistung (m²/MW) | 2.531                                         | 3.292                                         | 4.187                                         |
| Nenndrehzahl pro Minute     | 12,3                                          | 11,5                                          | 10,7                                          |
| Generator                   | Synchrongenerator mit Permanentmagneterregung | Synchrongenerator mit Permanentmagneterregung | Synchrongenerator mit Permanentmagneterregung |
| Nabenhöhe (m)               | 72,5 / 92,5 / 122,5                           | 86,9 / 96,9 / 136,9                           | 81,7 / 97,2 / 131,7 / 161,2                   |
| Gesamthöhe, aufgerundet (m) | 130 / 150 / 180                               | 150 / 160 / 200                               | 150 / 166 / 200 / 230                         |

Seit dem Jahr 2015 wird die 3-MW-Plattform angeboten. Technisch beruht diese auf der 2,5-MW-Anlage. Angeboten wird die 3-MW-Anlage mit einem Rotordurchmesser von 115 bis 136 Meter und einer Nabenhöhe von 72,5 bis 161,2 Meter je nach Anlagentyp. Als Produktvorteile werden das typische getriebelose Design, der luftgekühlte und gekapselte Generator sowie der Einsatz von Permanentmagneten genannt, bei einer guten Eignung für Schwachwindstandorte.
2018 wurde mit dem 4,1-Megawatt-Modell Vensys 115 die bisher stärkste Turbine vorgestellt.

### 7.8-MW-Plattform
| Typ                         | Vensys 175                                                                                |
| --------------------------- | ----------------------------------------------------------------------------------------- |
| Nennleistung (kW)           | 7.800                                                                                     |
| Rotordurchmesser (m)        | 175                                                                                       |
| überstrichene Fläche (m²)   | 24.053                                                                                    |
| Fläche pro Leistung (m²/MW) | 3.083                                                                                     |
| Nenndrehzahl pro Minute     | 9,0                                                                                       |
| Generator                   | 3-stufiges Planeten-Getriebe und Mittel-schneller Synchrongenerator mit Permanenterregung |
| Nabenhöhe (m)               | 145 / 160                                                                                 |
| Gesamthöhe, aufgerundet (m) | 233 / 248                                                                                 |

Seit 2019 wird in Abstimmung mit dem Mutterkonzern Goldwind an einer Plattform für höhere Megawattklassen gearbeitet. Dabei wurde lange auf eine getriebelose Technologie bei den vorigen Anlagenplattformen gesetzt. Diesw wurde als 5S-Plattform bezeichnet. Ursprünglich waren die Vensys 155 mit 6.200 kW und Vensys 170 mit 5.600 kW geplant. Die Nennleistung der Vensys 170 wurde 2021 schließlich auf 5.800 kW angehoben. Im weiteren Verlauf wurde durch den Wechsel des Rotorblattherstellers eine Vergrößerung des Rotordurchmessers auf 175 m vorgenommen. Somit wurde ab 2023 die Vensys 175 mit 6.100 kW entwickelt und die Vensys 155 beibehalten. Im Jahr 2024 wurde ein Wechsel des Antriebssystems schließlich vorgenommen und die Vensys 155/6200 und Vensys 175/6100 verworfen. So wird statt einem getriebelosen Permanentmagnet-Direktantrieb nun ein dreistufiges Getriebe mit Antriebsstrang und mittelschnell rotierendem Generator verbaut. Dies erlaubt höhere Nennleistungen und ist wirtschaftlicher aufgrund des Umgehens des Problems immer größer werdenden Außenlaufgeneratoren bei Direktantrieb. Dies würde zu hohe Kosten verursachen insbesondere durch seltene Erden und logistischen Herausforderungen wie eine Zweiteilung des Außengenerators. Der Prototyp der Anlage wurde vom chineschen Mutterkonzern im September 2023 errichtet und validiert. Der erste Prototyp seitens Vensys wird 2025 errichtet in Barntrup.

## Frühere Anlagentypen

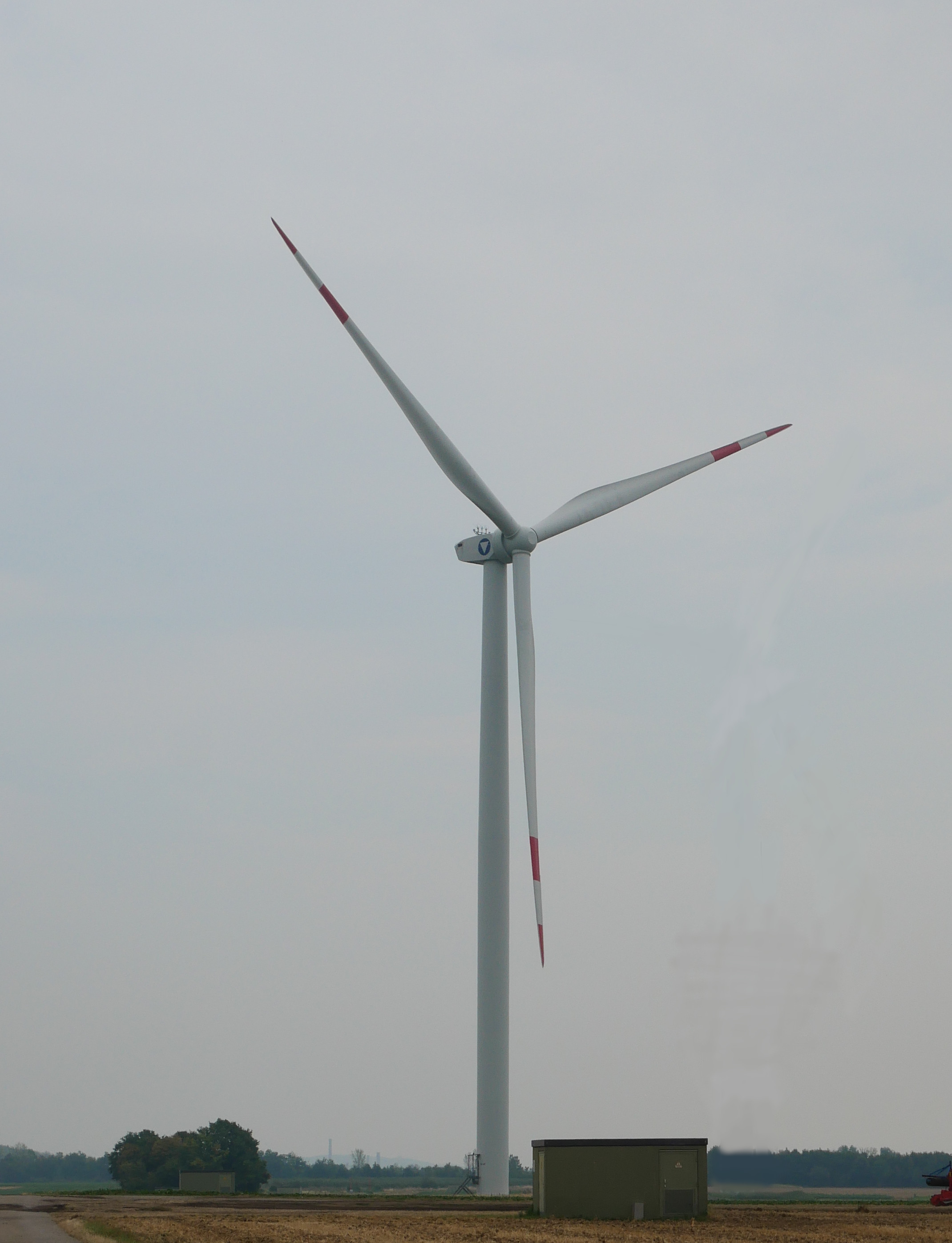
Vensys 120 im Windtestfeld Grevenbroich

| Anlagentyp          | Nennleistung (kW) | Rotordurchmesser (m) |
| ------------------- | ----------------- | -------------------- |
| Vensys 62 - 1,2 MW  | 1200              | 62                   |
| Vensys 70 - 1,5 MW  | 1500              | 70,3                 |
| Vensys 77 - 1,5 MW  | 1500              | 76,8                 |
| Vensys 87 - 1,5 MW  | 1500              | 86,6                 |
| Vensys 109 - 2,5 MW | 2500              | 108,9                |
| Vensys 112 - 2,5 MW | 2500              | 112,5                |
| Vensys 120 - 3,0 MW | 3000              | 119,9                |

## Lizenzen
Seit 2003 werden die Vensys-Windenergieanlagen auch von Partnerfirmen in Lizenz gebaut. Zu den Lizenznehmern gehören Goldwind aus China, ReGen Powertech aus Indien und AOI – Arab Organization for Industrialization aus Ägypten. Die Vensys und deren Lizenznehmer sind in China, Indien, Deutschland, Polen, Großbritannien, Portugal, Kanada, USA, Brasilien, Ecuador, Ägypten, Zypern, Sri Lanka und Australien tätig. Goldwind ist der größte Lizenznehmer von Vensys und gemessen an der neuinstallierten Anlagenleistung zugleich der zweitgrößte Windenergieanlagenhersteller der Welt (Stand 2013).

## Installierte Leistung
Weltweit entfallen 64.610 MW Leistung auf Windenergieanlagen, die auf dem von Vensys entwickelten Konzept beruhen (Stand Januar 2022). Davon hat Vensys selbst 548 MW – überwiegend in Europa – errichtet. Auf Goldwind entfallen 61.680,9 MW, gefolgt von ReGen Powertech mit 1.915 MW.